# Toulouse-le-Château
Toulouse-le-Château é uma comuna francesa na região administrativa de Borgonha-Franco-Condado, no departamento de Jura. Estende-se por uma área de 4,16 km². Em 2010 a comuna tinha 225 habitantes (densidade: 54,1 hab./km²).